# Международная классификация функционирования, ограничений жизнедеятельности и здоровья
Международная классификация функционирования, ограничений жизнедеятельности и здоровья (МКФ, ICF) — классификация компонентов здоровья, ограничении жизнедеятельности и функционирования. Под функционированием человека подразумевается не только полноценная работа всех функций организма и наличие всех анатомических частей тела, но также и деятельность человека, которая связана факторами окружающей среды и персональными факторами пациента. МКФ используется как универсальный язык для общения специалистов занимающихся реабилитацией и собирающих данные о распространённости инвалидности.
МКФ входит в семейство международных классификаций (WHO Family of International Classifications), предложенных к использованию Всемирной организацией здравоохранения (ВОЗ). МКФ используется ВОЗ одновременно с МКБ-10, например, в медицинской и социальной реабилитации. МКБ позволяет сформулировать и зашифровать клинический диагноз (нозологический), который описывает, главным образом, причины и основной патогенетический вариант заболевания. МКФ используется для формулировки реабилитационного диагноза, который связан с состоянием пациента на момент осмотра. Реабилитационный диагноз представляет собой список проблем пациента, которые определяют функционирование пациента (значимые проблемы). ВОЗ рекомендует использовать МКФ для управления процессом медицинской реабилитации.
Создание детской и подростковой версии МКФ (ICF Children & Youth Version 2017) закончилось неудачей. В настоящий момент принято решение о приостановке использования данной версии МКФ из-за её неэффективности и этических разногласий. Принято решение о использовании основной версии МКФ для детей и о слиянии этих двух версий в единую и универсальную.

## Категории здоровья в МКФ
В состав компонентов здоровья входят следующие категории:
- Деятельность (d):
  - Активность — выполнение задачи или действия индивидом (например: ходьба, использование руки, одевание, посещение туалета, приём пищи, приготовление еды, работа на компьютере и др).
  - Участие — это вовлечение индивида в жизненную ситуацию — «участие в жизни общества» (например: выполнение трудовых обязанностей, общение с родственниками и друзьями, воспитание детей, забота о другом человеке, посещение курсов, посещение театра и кино, участие в политической деятельности и др.).
- Факторы окружающей среды (e) создают физическую и социальную обстановку, среду отношений и установок, где люди живут и проводят своё время (строение дома, обустройство квартиры, родственники, друзья, ортезы, удобная коляска, отсутствие пандуса в магазине, лифт, адаптированные столовые приборы, службы социальной помощи и др.).
- Персональные (личностные) факторы пациента(е)(установка пациента болеть или поправиться, характер, темперамент, убеждения пациента, опыт пациента и др.)[7][8]
- Функции организма (b) — это физиологические функции систем организма (включая психические функции).
- Структуры организма (S) — это анатомические части организма, такие как органы, конечности и их компоненты.

Корректная оценка и описание компонентов здоровья возможно в медицинской реабилитации Медицинская реабилитация при использовании мультидисциплинарного принципа, то есть наличия реабилитационной команды в состав которой входят врач-реабилитолог (врач по физической и реабилитационной медицине), врач по профилю (например: невролог, кардиолог, травматолог, хирург и др.), медицинская сестра, клинический психолог, эрготерапевт (специалист по деятельности), логопед, методист или инструктор ЛФК (физический терапевт). Отказаться от одного или нескольких разделов МКФ некорректно, это подрывает принципы реабилитации.

## Использование МКФ при реабилитации
Одним из главных условий эффективного использования МКФ является работа в мультидисциплинарной команде, которая на заседании МДБ составляет реабилитационный диагноз.
Реабилитационный диагноз — это список проблем пациента сформулированный в категориях МКФ и отражающий все актуальные аспекты функционирования пациента — призван на своей основе сформулировать цель, задачи и выработать стратегию реабилитации. В реабилитационный диагноз включаются только те выявленные проблемы пациента, которые влияют или отражают его функционирование. То есть не значимые проблемы или аспекты функционирования не должны попадать в реабилитационный диагноз.
Инструкция по использования МКФ в медицинской реабилитации:
- При реабилитации на любом этапе необходимо составить реабилитационный диагноз при поступлении, при выписке, а также в процессе реабилитации. Диагноз составляется мультидисциплинарной реабилитационной командой и представляет собой список проблем пациента, представленный в категориях МКФ.
- В реабилитационном диагнозе формулируются только актуальные проблемы пациента, и определяющие его функционирование.
- МКФ — описательный инструмент и МКФ не является шкалой. Не допустимо использовать оценку по МКФ вместо шкал.
- Все участники мультидисциплинарной реабилитационной бригады должны обучиться правильному применению МКФ.
- Специалистам клиницистам для практической работы допустимо использование МКФ без кодирования доменов и формулировать проблемы пациента в категориях МКФ своими словами. Рекомендуется использовать формулировки и названия доменов из документа МКФ, представленного в таблице ниже.
- Каждая проблема (домен) в реабилитационном диагнозе закрепляется за одним из нескольких участников МДБ. В индивидуальной программе реабилитации инвалида, для каждого домена МКФ назначается ответственный специалист из МДБ, указывается реабилитационная технология, призванная разрешить выявленную проблему.
- Не рекомендуется использовать подборки доменов, в основе которых заложен нозологический принцип (списки доменов по заболеваниям).
- Заседание мультидисциплинарной реабилитационной бригады проходит в стационарных отделениях медицинской реабилитации не реже одного раза в 7 дней, за исключением реанимационных отделение, где заседание мультидисциплинарной реабилитационной бригады происходит ежедневно. Результатом обсуждения пациента на заседании мультидисциплинарной реабилитационной бригады является составление реабилитационного диагноза в категориях МКФ, составление индивидуальной программы медицинской реабилитации, установка цели и задач реабилитации. За весь период госпитализации или курса реабилитации должно быть не менее двух заседаний мультидисциплинарной реабилитационной бригады: в начале реабилитации, при завершении и, при необходимости, промежуточные.
- Медицинская организация, принявшая пациента для проведения мероприятий по медицинской реабилитации на втором и третьем этапах должна продемонстрировать не только улучшение функции или функционирования пациента, что должно быть объективно задокументировано с использованием оценочных шкал, но и достичь цели реабилитации, установленной на заседании мультидисциплинарной реабилитационной бригады при поступлении на этап реабилитации.

## Инструменты для работы с МКФ
Исследователи и практикующие специалисты используют различные инструменты для работы с МКФ, поскольку универсального инструмента не найдено. Считается, что универсальным инструментом должно быть программное обеспечение для компьютера, которое было бы интегрировано в электронную историю болезни.
Инструменты для работы с МКФ:
- Форма реабилитационного диагноза.
- Форма, разработанная на основании второго уровня детализации МКФ[11].
- Программа для работы с реабилитационным диагнозом «ICF-reader».
- Использование опросника ВОЗ «ICF Checklist»[12].
- Шкала оценки инвалидности ВОЗ 2.0[13].
- Истории болезни с функцией перевода в МКФ.
- «ICF-browser»[14].
- «ICF-based Documentation Form».

«Форма реабилитационного диагноза» была апробирована в рамках пилотного проекта «Развитие системы медицинской реабилитации в России». В данную форму вписываются проблемы пациента в категориях МКФ, сформулированные своими словами. Коды можно не использовать. Заполнение данной формы в среднем для пациента с острым инсультом на заседании МДБ может занимать 10 минут. Также в рамках проекта была апробирована программа «ICF-reader». Она содержит все домены МКФ с интерпретацией и подсказками для понимания смысла доменов, как в официальной версии МКФ. Опросник «ICF Checklist» рекомендуется ВОЗ для использования в реабилитации. Он был успешно апробирован в рамках клинических исследований и валидизирован для России. Инструменты «ICF-browser» и «ICF-based Documentation Form» являются веб-сайтами, где созданы подборки доменов МКФ, построенных по нозологическому или функциональному принципу. Оценка пациента может занять до 30 минут. Использование нозологических подборок доменов МКФ может приводить к снижению качества реабилитации. Шкала WHODAS 2.0 представляет попытку создать шкалу на основе МКФ. При работе со шкалой пользователь получает оценку функционирования, но не получает в виде реабилитационного диагноза.
Кодирование МКФ
«Кодирование в МКФ необходимо для стандартизации и обеспечения преемственности между учреждениями медицинского и социального профилей, для статистических, научных и социологических исследований. Формула МКФ-кода домена: МКФ-код = Префикс + Шифр домена + Оценка (определитель)».

## Использование МКФ в странах мира
Россия
В России в проекте Порядка организации медицинской реабилитации предусмотрено использование МКФ для формулировки реабилитационного диагноза. Ожидается, что с 2018 года использование МКФ будет обязательным в практике медицинской реабилитации.
Украина
27 декабря 2017 распоряжением Кабинета министров Украины от 27 декабря 2017 № 1008-р был утвержден план мероприятий по внедрению на Украине Международной классификации функционирования, ограничений жизнедеятельности и здоровья и Международной классификации функционирования, ограничений жизнедеятельности и здоровья детей и подростков. Согласно распоряжению, в течение 2018—2019 годов центральные органы исполнительной власти должны принять соответствующие меры для внедрения МКФ и МКФ-ДП. Минздрав Украины 23 марта 2018 приказом № 552 утвердил план мероприятий по классификаций.